# Conotrochus asymmetros
Conotrochus asymmetros är en korallart som beskrevs av Stephen D. Cairns 1999. Conotrochus asymmetros ingår i släktet Conotrochus och familjen Caryophylliidae. Inga underarter finns listade i Catalogue of Life.